# 塞洛里什
塞洛里什是葡萄牙布拉干萨区的一个堂区。总面积8.19平方公里，总人口171人，人口密度20.9人/平方公里。